# Reinsen
Reinsen ist ein Ortsteil der Stadt Stadthagen im Landkreis Schaumburg und setzt sich zusammen aus Reinsen – Remeringhausen, Reinebuld, Reinsen und Heidbrink. Heute wird zwischen Reinsen I, dem ehemaligen Fürstentum Schaumburg – Lippe und Reinsen II der ehemaligen Grafschaft Schaumburg unterschieden.

## Lage
Der Ort liegt östlich des Kernortes Stadthagen. Nördlich verläuft die  B 65. 

## Geschichte

### Eingemeindung
Am 1. März 1974 wurde Reinsen gemeinsam mit weiteren Umlandgemeinden in die Kreisstadt Stadthagen eingegliedert.

## Sehenswürdigkeiten
- Liste der Baudenkmale in Stadthagen#Reinsen-Remeringhausen